# Polynema virgilii
Polynema virgilii är en stekelart som beskrevs av Girault 1938. Polynema virgilii ingår i släktet Polynema och familjen dvärgsteklar. Inga underarter finns listade i Catalogue of Life.